# 毛果芍药
毛果芍药（学名：Paeonia lactiflora var. trichocarpa）为毛茛科芍药属下的一个变种。分布于中国东北、河北、山西及内蒙古东部。生山地灌丛中。
种名lactiflora意为“乳白色花的”。